# Zähringen (Fribourg)
Pour les articles homonymes, voir Zähringen.
Zähringen est le quartier le plus septentrional et l'un des plus vieux de Fribourg-en-Brisgau, en Allemagne.

## Histoire
Le village Zähringen fut mentionné pour la première fois dans un document de 1008. En 1906, Zähringen fut fusionné avec Fribourg.

## Place des Zähringer
La place des Zähringer a été créée dans les années 1980 comme la place centrale du quartier.

## Parc Fritz-Ginter
Le parc Fritz-Ginter a été construit en 1988. Dans le parc il y a, entre autres choses, un petit étang avec des grenouilles, une aire de jeux avec un toboggan, un bac à sable, etc.

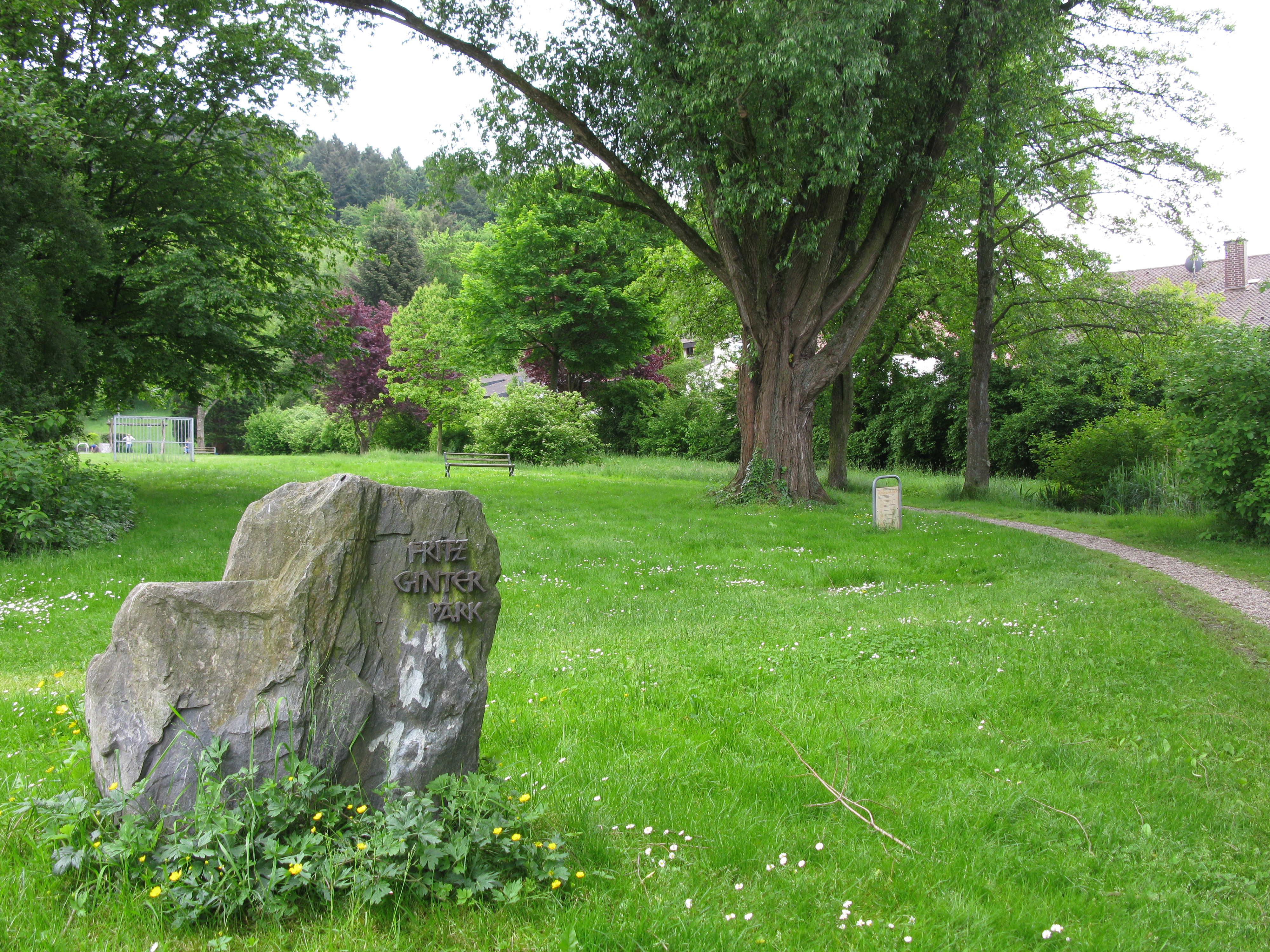
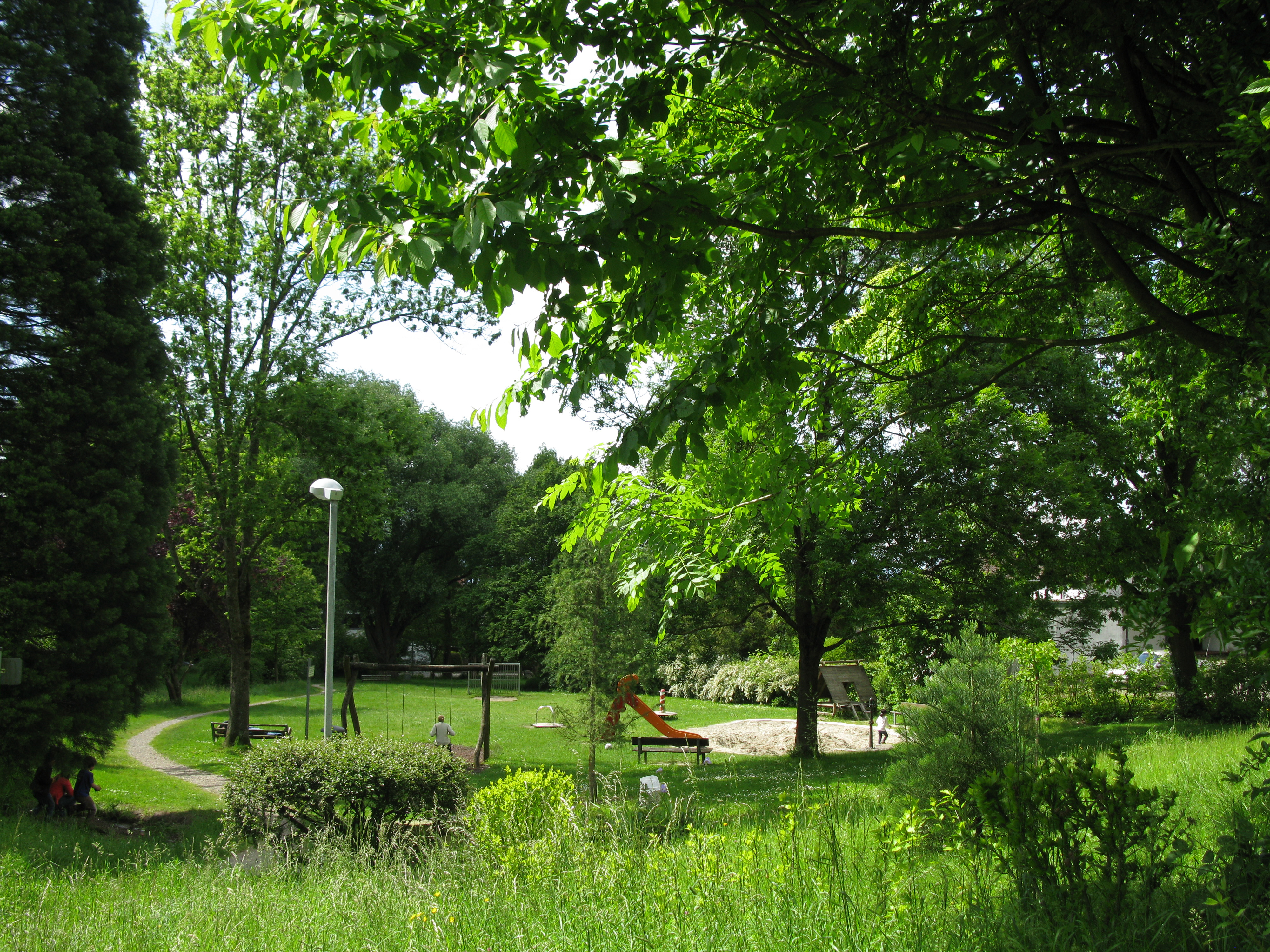
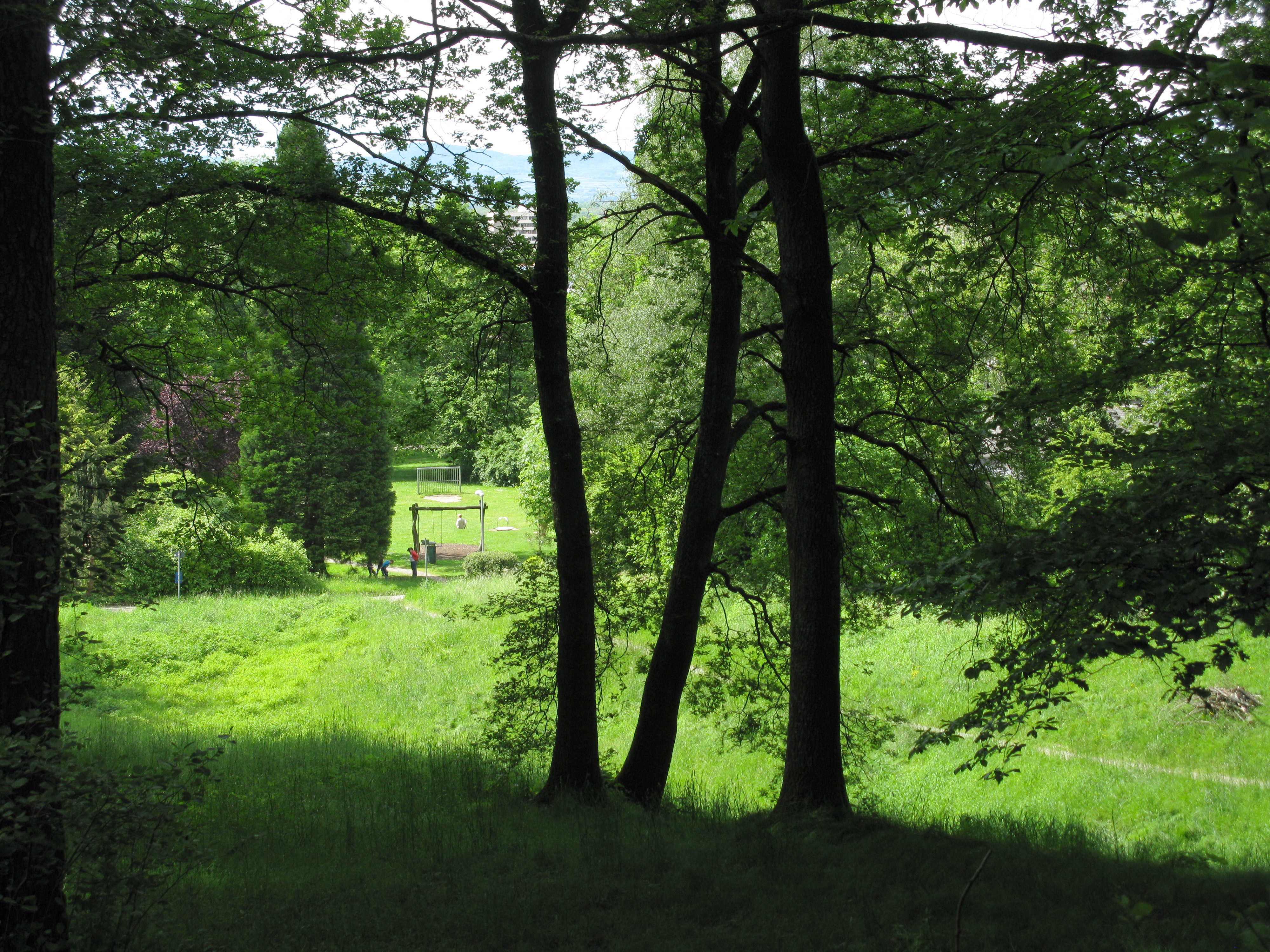
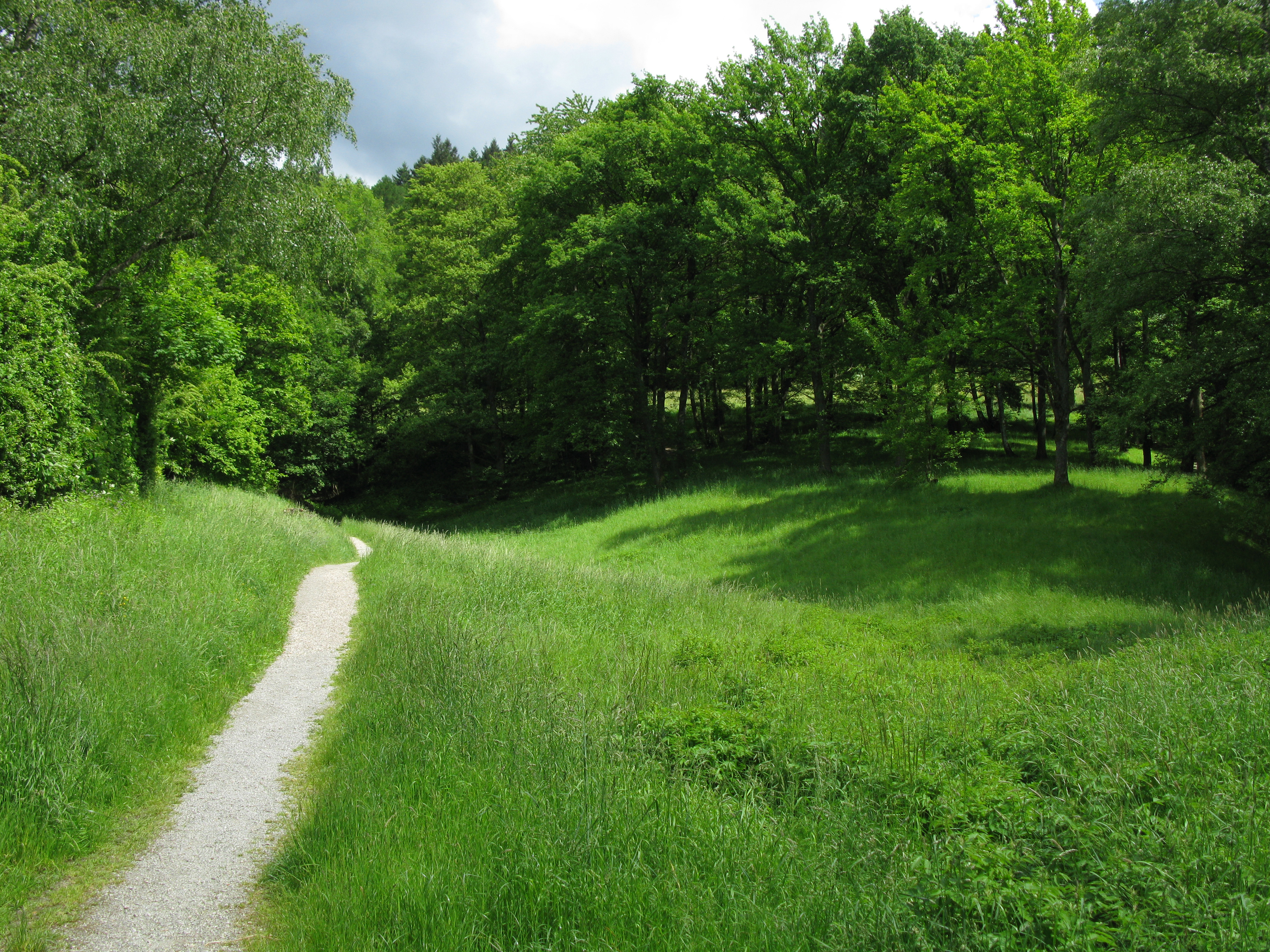
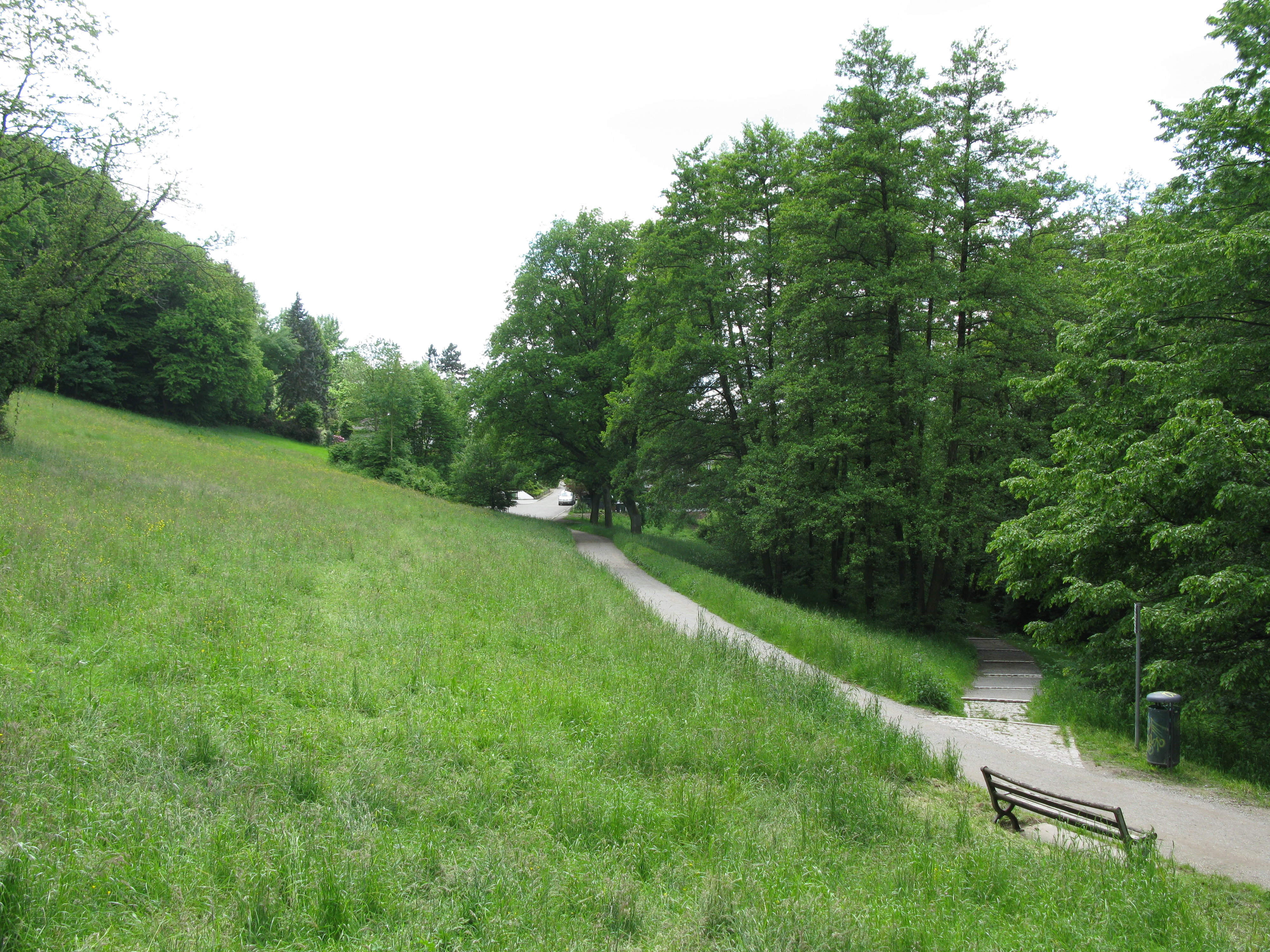

## Hall de Sculptures
Le Hall de Sculptures est un hall d'exposition d'œuvres d'art.

## Reutebach
Le Reutebach est un ruisseau qui prend sa source à l'est de Zähringen sur le mont Roßkopf, traverse le faubourg et, après de 4,5 km, il conflue dans le ruisseau Moosbach. Le nom Reutebach fait référence au fait que le ruisseau coule à travers des terres déboisées (en alémanique : gereutet). Reutebach était aussi le nom d'un village disparu. Le nom est également contenu dans le nom de la rue Reutebachgasse. Un autre nom est Altbach (vieux ruisseau). Du centre du faubourg jusqu'à sa bouche il est normalement appelé Dorfbach (ruisseau du village).

### Altbachschlucht
Dans une partie de son cours, le ruisseau a creusé une gorge appelée Altbachschlucht (Gorge du Vieux Ruisseau). Dans la gorge se trouve toujours le bâtiment du vieux moulin.

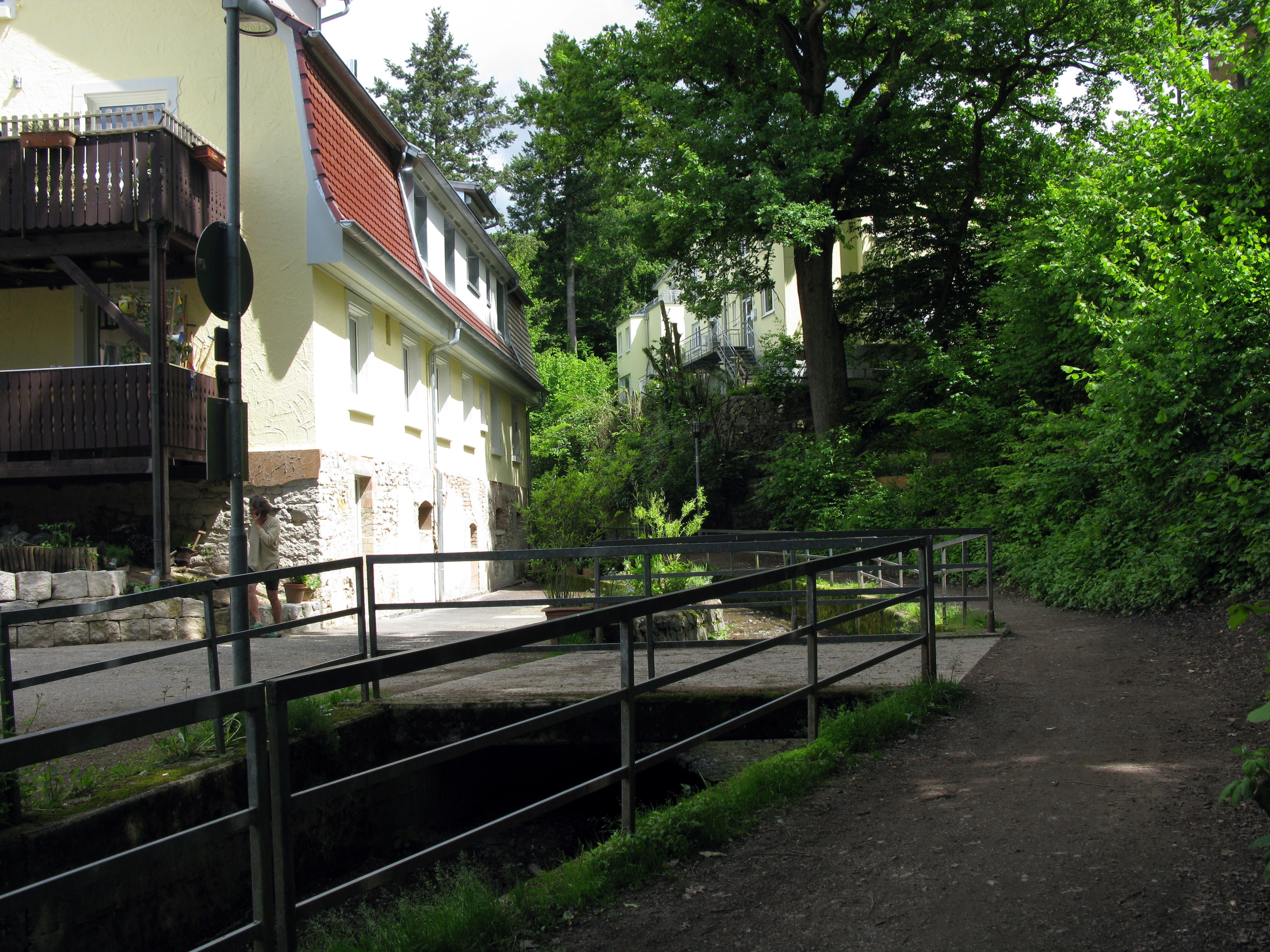
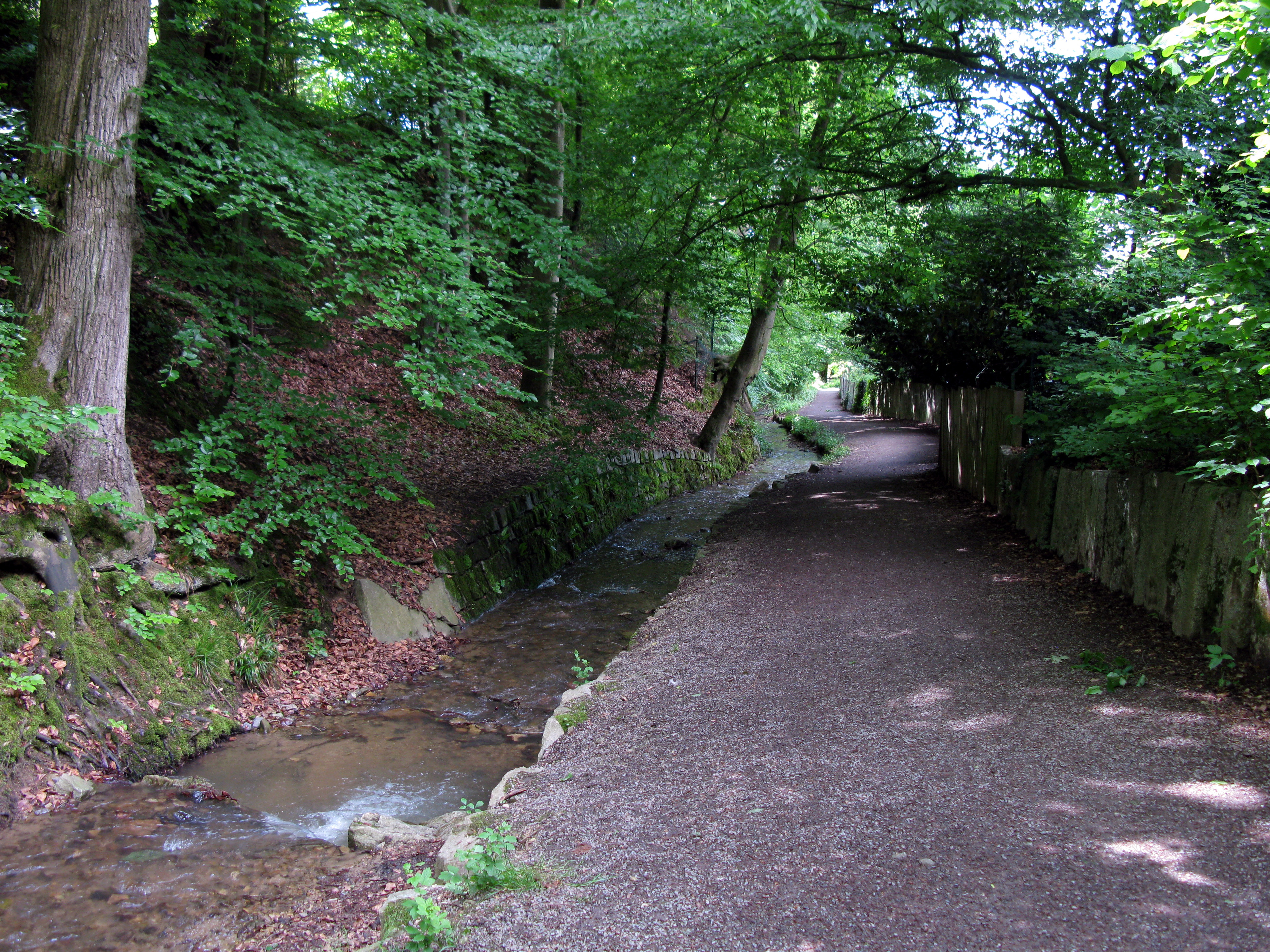
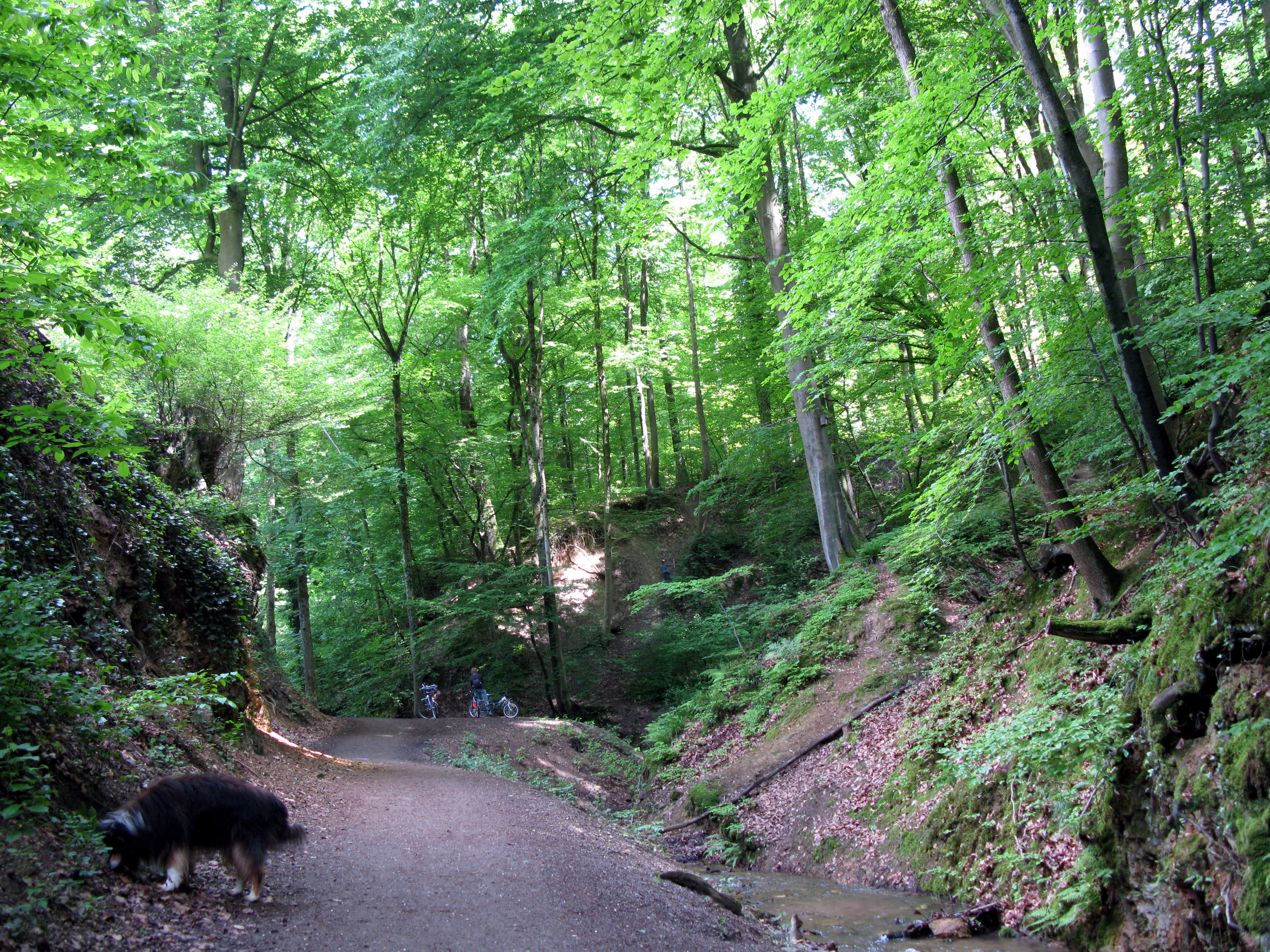
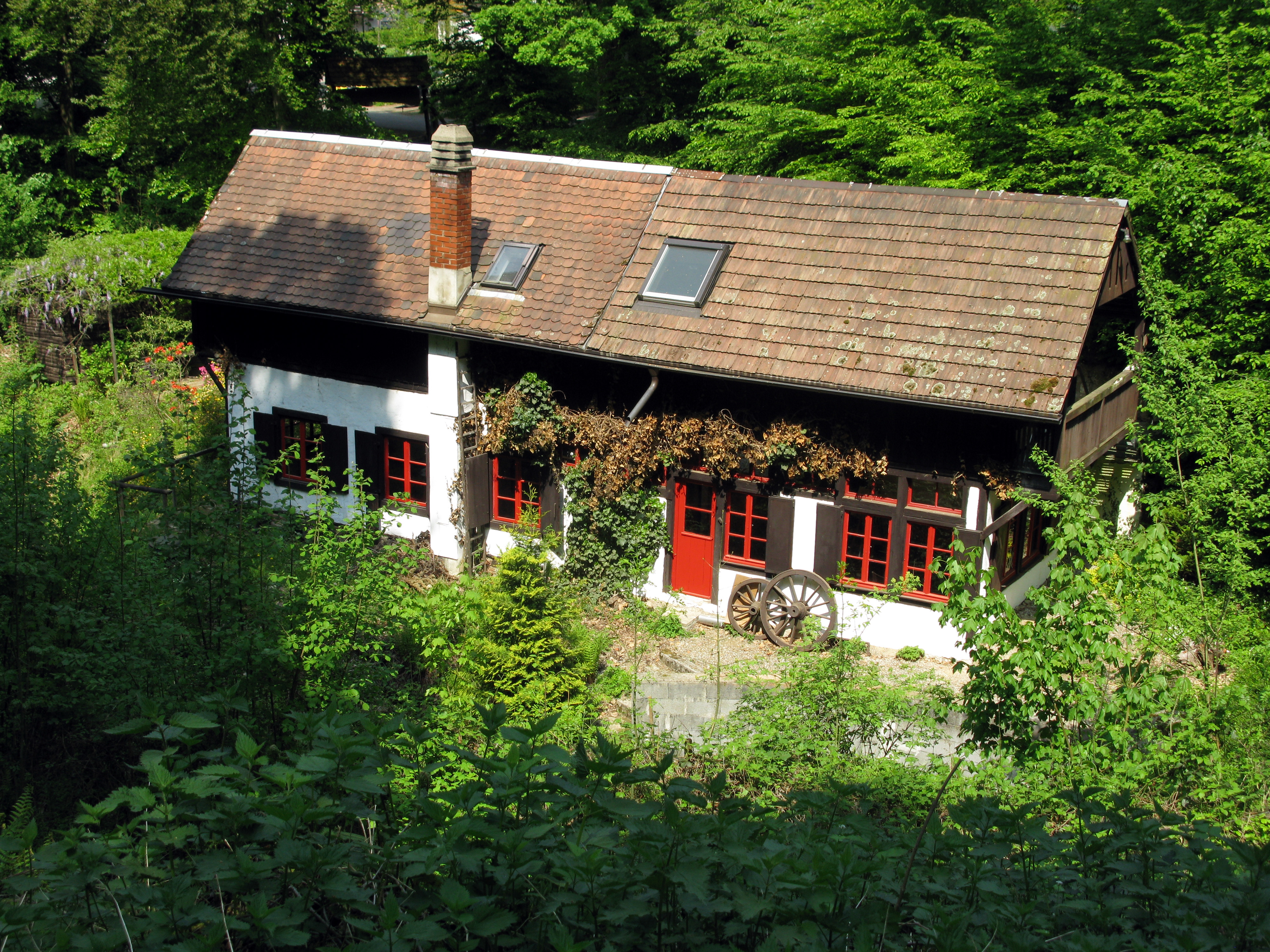
Vieux moulin.

## Château de Zähringen
Au-dessus de Zähringen, sur le territoire communal de Gundelfingen, se trouvent les ruines du château de Zähringen, qui est le berceau de la célèbre famille de Zähringen.

## Littérature
- Wandern rund um die Zähringer Burg in Gundelfingen (traduit: Randonnées pédestres autour du château de Zähringen à Gundelfingen)[9], carte des randonnées, 1er édition 2007,  (ISBN 978-3-939657-39-2).

## Liens
- Hall de Sculptures